# MG-Lola EX257
Der MG-Lola EX257 (manchmal auch einfach MG EX257 genannt) war ein Le-Mans-Prototyp den Lola Cars International für MG herstellte, um 2001 beim 24-Stunden-Rennen von Le Mans anzutreten. Der Wagen hatte viele Jahre lang mäßigen Erfolg, auch in der Hand von Privatfahrern.
Er war Lolas einziges Auto, das nach den LMP675-Regularien (Le Mans) gebaut wurde und es wurde auch als B01/60 bezeichnet. Der letzte EX257 in der ursprünglichen Auslegung wurde 2007 aus dem Rennsport zurückgezogen.

## Entwicklung
Nach dem Wiedererstarken der Marke MG zu Beginn des 21. Jahrhunderts beschloss man, die Marke auch im Motorsport wieder einzuführen, beispielsweise in der Tourenwagenmeisterschaft und bei Sportwagenrennen. MG war viele Jahrzehnte früher erfolgreich im 24-Stunden-Rennen von Le Mans, konnte aber nie den Gesamtsieg erringen. Etwa zur selben Zeit änderte der ACO das Reglement für Le Mans und führte zwei verschiedene Prototypenklassen ein, in denen nun jeweils ein Gesamtsieg errungen werden konnte. Eine dieser Klassen, LMP675 genannt, verlangte den Einsatz kleinerer Motoren und leichterer, agilerer Fahrzeuge, die auch mit den schwereren und stärkeren Fahrzeugen der LMP900-Klasse konkurrieren konnten.
Nachdem man bei MG eine Möglichkeit sah, mit einem serienbasierten Motor in der LMP675-Klasse mitmischen zu können, anstatt einen speziell für den Renneinsatz gebauten Motor in einer Größe, die MG niemals fertigte einsetzen zu müssen, beschloss die Geschäftsleitung, sich in der neuen Klasse mit Hilfe von Lola Cars International zu engagieren. Lola hatte im Jahr 2000 bereits zwei Rennwagen, den B2K/10 und den B2K/40, gebaut, aber diese entsprachen nicht dem neuen LMP675-Reglement. Lola musste daher einen komplett neuen Prototyp mit geringerem Gewicht und einem kleineren Motor nach LMP675-Vorschrift bauen. Da der B2K/40 diesen neuen Regeln eher entsprach, wurden von ihm viele Details für das neue Auto übernommen, das Lola B01/60 taufte. Die Konstruktion der vorderen Kotflügel des B01/60 entsprach fast der des B2K/40, aber die leicht angehobene Nase des Wagens war ganz anders ausgelegt und besaß eine große, quadratische Airbox, die wie ein MG-Kühlergrill gestaltet war. Auch die Seitenkästen waren ganz anders gestaltet und hatten fließende Linien, um die Aerodynamik innen und außen am Auto zu verbessern. Eine große, einzelne Luftansaugöffnung war oben am Fahrzeug etwas seitlich vom Cockpit angebracht und beherbergte den Ansaugstutzen des Turboladers. Wie beim Audi R8 stand ein einzelner Überrollbügel hinter dem Fahrer, anstatt die komplette Cockpitbreite einzunehmen. Hinten war der Luftleitflügel niedrig am Fahrwerk montiert, um die erreichbare Höchstgeschwindigkeit zu steigern. Schließlich war der EX257 sehr leicht und erreichte bei seiner Vorstellung nur ein Gewicht von 690 kg (675 kg war das reguläre Mindestgewicht).
Zur Konstruktion eines Motors wandte sich MG an Advanced Engine Research (AER) und für einen Turbolader an Garrett. Der neue 2,0 l-R4-Motor MG XP20 (AER-Bezeichnung P07) verwendete einige Elemente der MG-Serienmotoren und kam auf ca. 500 bhp (368 kW) Leistung, die durch einen Luftmengenbegrenzer gedrosselt war, den der ACO montieren ließ, um unterschiedliche Motorenkonzepte anzugleichen.

### Modifikationen
2003 empfand das Intersport Racing Team die Leistung der MG-Maschine als zu gering für die Kurse der American Le Mans Series. Das Team transplantierte einen Judd KV675-V8-Saugmotor in den Wagen, der den MG XP20 ersetzte. Dies machte die Entfernung des großen Turbo-Ansaugstutzens nötig, stattdessen wurde ein Ansaugstutzen hinter dem Cockpit montiert. Dieser Wagen – der, da er keinen MG-Motor hatte, nur noch Lola hieß – hatte eine kurze Karriere mit einigen Rennerfolgen vor sich.

## Renngeschichte
Der neue MG-Lola EX257 trat das erste Mal 2001 beim 24-Stunden-Rennen von Le Mans zu einem Wettbewerb an, wobei zwei Wagen von der MG Sport & Racing Ltd. gemeldet wurden. Die neuen Wagen zeigten ihr Potenzial und belegten den 14. und 17. Platz im Gesamtklassement der Qualifikation, was die beiden besten Zeiten in der LMP675-Klasse waren. Allerdings zeigten sich im Rennen bald die Probleme der LMP675-Klasse: Obwohl sie trotz ihrer kleinen Motoren schnell waren, waren ebendiese Motoren zu sehr belastet und erwiesen sich als nicht so zuverlässig auf langen Strecken. Nach nur 30 Runden schied ein MG wegen Schwierigkeiten am Auspuffsystem aus. Einige Stunden später musste der zweite Wagen wegen eines Öllecks aufgeben, sodass MG schon sehr früh ausschied.
2002 wurden die EX257 zum ersten Mal Kunden angeboten. Zwei US-amerikanische Teams, KnightHawk Racing und Intersport Racing ergriffen die Gelegenheit, kauften je ein Fahrgestell und setzten es die gesamte Saison lang in der American Le Mans Series ein. Verbesserungen am EX257 ermöglichten größere Zuverlässigkeit, was sich beim 12-Stunden-Rennen von Sebring zeigte, als Intersport die LMP675-Klasse gewann und den 7. Platz in der Gesamtwertung belegte, während KnightHawk Dritter in der LMP675-Kategorie wurde. Die restliche Saison 2002 dominierten die beiden EX257 die Serie und konnten vier weitere Klassensiege einfahren. KnightHawk errang den Saisonsieg in der LMP675-Kategorie, nur einen Punkt mehr als Konkurrent Intersport. An den letzten vier Rennen der Saison nahm auch ein dritter EX257 teil, der Dyson Racing gehörte; er belegte den fünften Platz in der Serie, obwohl er nur an einer Handvoll Rennen teilnahm.
In Le Mans trat das MG-Team wiederum mit ihren zwei EX257 an. Auch ihre Zuverlässigkeit hatte zugenommen und beide Wagen blieben länger im Rennen als im vorhergehenden Jahr. Getriebeprobleme ließen einen Wagen nach 129 Runden ausfallen, jedoch schlug sich der zweite Wagen gut, bis in den letzten Stunden des Rennens der Motor ausfiel. Auch das US-amerikanische KnightHawk-Team nahm am Rennen teil, aber ihr Wagen ging in der Nacht in Flammen auf.
Nachdem das MG-Team es in zwei Jahren nicht geschafft hatte, das Rennen in Le Mans auch nur mit einem Auto zu beenden und die MG Rover Group auch finanzielle Probleme hatte, zog man sich aus dem Rennsport zurück. Lola aber verkaufte die Wagen weiterhin an Kunden und bot zusammen mit AER auch technische Unterstützung an. In der American Le Mans Series gab KnightHawk Racing auf, aber Dyson Racing übernahm das Fahrzeug und setzte nun zwei EX257 ein. Dyson und Intersport konnten alle Rennen als Klassensieger der Saison 2003 beenden. Zusätzlich dazu gewann Dyson auf dem Infineon Raceway mit dem EX257 zum ersten Mal seit der Einteilung der Le-Mans-Prototypen einen Gesamtsieg mit einem LMP675-Fahrzeug. Dyson ging schließlich als Saisonsieger der LMP675-Klasse hervor. Intersport entschied sich vor dem letzten Meisterschaftslauf, dem Petit Le Mans, den turbogeladenen MG-Motor durch den Judd KV675 V8 zu ersetzen. Diese Entscheidung zwang das Team, technische Änderungen an ihrem Fahrzeug (jetzt als B01/60 bezeichnet) vorzunehmen, aber sie waren erfolgreich, da das Team die LMP675-Klasse gewann. Obwohl dies für den EX257 eine perfekte Saison war, gab es dennoch Probleme in Le Mans. Ein einzelner Wagen von Intersport konnte das Rennen nicht beenden und fiel nach nur 102 Runden mit Motorschaden aus.
2004 entschied sich der ACO ihr Le-Mans-Prototypen-Reglement komplett zu überarbeiten. Daraus folgte, dass aus den drei siegfähigen Prototypenklassen LMP900, LMP675 und LMPGTP nur noch die nun LMP1 genannte Kategorie übrig blieb. Während die neu geschaffene LMP2 leistungstechnisch unterlegen sein sollte. Um weiterhin volle Startfelder vorweisen zu können, durften ältere Prototypen mit Anpassungen in den folgenden Jahren weiterhin antreten. Der ACO sortierte nun Fahrzeuge der LMP675 mit Aluminiumchassis in die LMP2 ein. Die restlichen Prototypen fanden sich in der LMP1-Klasse wieder, darunter auch der aus Kohlenstoff gefertigte EX257. In Europa trug die Ray Mallock Ltd. (RML-Group) den Namen MG in die neue Le Mans Endurance Series. Der Wagen schlug sich gut in der kurzen Saison; er konnte alle Rennen beenden und erreichte als bestes Resultat einen 5. Platz, was auch den 5. Platz in der Team-Saisonmeisterschaft bedeutete. In Amerika machte Dyson Racing mit seinen beiden Wagen weiter, während Intersport den von Judd motorisierten Wagen meldete. Die guten Resultate des Vorjahres konnte jedoch nicht wiederholt werden, da Dyson nun in der gleichen Klasse wie der dominante Audi R8 war. Obwohl Dyson einen Gesamtsieg gegen die Audi auf dem Mosport International Raceway erringen konnte, erreichte das Team nur den zweiten Platz in der Meisterschaft. Intersports Fahrzeug erbrachte gegenüber moderneren LMP1-Fahrzeugen nicht die gewünschte Leistung und konnte nur in zwei Rennen punkten. In Le Mans nahmen beide Teams, RML-Group und Intersport teil, aber wiederum konnte keiner der Wagen das Rennen beenden. Der Wagen von Intersport hatte einen Unfall, während RML in den letzten Stunden des Rennens einen Motorschaden zu beklagen hatte.

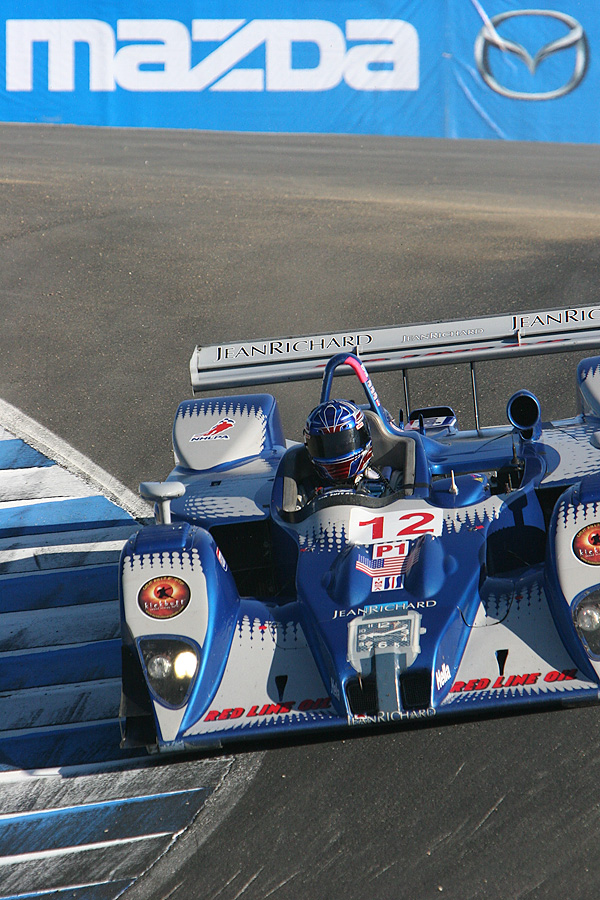
Der EX257 von Autocon Motorsport 2006

Nach der enttäuschenden Leistung von Intersports B01/60 wurde der Wagen 2005 nicht mehr gemeldet. Somit gab es in der American Le Mans Series nur noch das Dyson-Team mit zwei Autos und in der europäischen Le Mans Endurance Series die RML Group. Aber RML hatte nach der letzten Saison massive Änderungen an ihrem Wagen realisiert. Das Fahrzeug war nun weitestgehend baugleich mit dem neuentwickelten Lola B05/40 und hieß nun MG-Lola EX264. Daher wurde der Wagen nun in die LMP2-Klasse eingeordnet, während Dysons nicht modifiziertes Auto in der LMP1-Klasse verblieb. Dyson gewann zwei der zehn Meisterschaftsläufe, konnte sich jedoch nicht gegen die Audi R8 durchsetzen. Damit wurde Dyson Vizemeister der Team-Meisterschaft. In Europa konnte RML sich in der LMP2-Klasse besser schlagen, einschließlich eines Sieges am Istanbul Park Circuit. RML wurde Zweiter in der LMP2-Team-Meisterschaft hinter Chamberlain-Synergy Motorsport. MGs größter Sieg aber war in Le Mans zu verzeichnen, wo der EX264 beim ersten Rennen den Sieg in der LMP2-Klasse einfuhr. Dieser Sieg konnte im folgenden Jahr (2006) wiederholt werden. Außerdem konnte RML 2007 mit dem MG-Lola AER EX264 auch den LMP2-Meisterschaft in der europäischen Le Mans Serie erringen.
In der Saison 2006 entschied Dyson Racing, dass der alte EX257 nicht mehr wettbewerbsfähig sei, und kaufte neue Lola B06/10. Die beiden EX257 verkaufte Dyson an zwei Teams, Hycroft Racing und Autocon Motorsport, die in begrenztem Maße an der American Le Mans Series teilnahmen. Highcroft erreichte das beste Resultat der Saison mit einem 3. Platz in der Gesamtwertung der Petit Le Mans. 2007 war das Ende des EX257 abzusehen. Das letzte Originalfahrzeug war zu Anfang der Saison für Autocon Motorsport in der American Le Mans Series im Einsatz. Nach dem dritten Rennen in Long Beach aber entschied sich das Team für einen neuen Creation CA06/H.

## Fahrwerke
Dies ist eine Liste der Eigentümer jedes der EX257- oder B01/60-Chassis. Nr. HU-01 von Intersport und Nr. HU-03 von RML wurden für den Einbau eines Judd-V8 modifiziert. Nr. HU-05 war in Planung, wurde aber nie gebaut.
| Nr.   | Jahr | Team                        | Motor  | Rennserie             |
| ----- | ---- | --------------------------- | ------ | --------------------- |
| HU-01 | 2001 | MG Sport & Racing, Ltd.     | MG-AER | Le Mans Test          |
| HU-01 | 2002 | Intersport Racing           | MG-AER | ALMS                  |
| HU-01 | 2003 | Intersport Racing           | MG-AER | ALMS                  |
| HU-01 | 2003 | Intersport Racing           | Judd   | ALMS & LMES           |
| HU-01 | 2004 | Intersport Racing           | Judd   | ALMS & LMES & Le Mans |
| HU-01 | 2005 | Intersport Racing           | Judd   | Sebring Test          |
| HU-02 | 2001 | MG Sport & Racing, Ltd.     | MG-AER | Le Mans               |
| HU-02 | 2002 | MG Sport & Racing, Ltd.     | MG-AER | Le Mans               |
| HU-02 | 2003 | RML                         | MG-AER | ALMS & LMES & Le Mans |
| HU-02 | 2004 | RML                         | MG-AER | LMES & Le Mans        |
| HU-03 | 2001 | MG Sport & Racing, Ltd.     | MG-AER | Le Mans               |
| HU-03 | 2002 | MG Sport & Racing, Ltd.     | MG-AER | Le Mans               |
| HU-03 | 2003 | Intersport Racing (Leasing) | MG-AER | ALMS                  |
| HU-04 | 2002 | KnightHawk Racing           | MG-AER | ALMS & Le Mans        |
| HU-04 | 2003 | Dyson Racing                | MG-AER | ALMS                  |
| HU-04 | 2004 | Dyson Racing                | MG-AER | ALMS                  |
| HU-04 | 2005 | Dyson Racing                | MG-AER | ALMS                  |
| HU-04 | 2006 | Autocon Motorsports         | MG-AER | ALMS                  |
| HU-04 | 2007 | Autocon Motorsports         | MG-AER | ALMS                  |
| HU-06 | 2002 | Dyson Racing                | MG-AER | ALMS                  |
| HU-06 | 2003 | Dyson Racing                | MG-AER | ALMS                  |
| HU-06 | 2004 | Dyson Racing                | MG-AER | ALMS                  |
| HU-06 | 2005 | Dyson Racing                | MG-AER | ALMS                  |
| HU-06 | 2006 | Highcroft Racing            | MG-AER | ALMS                  |